# Juliano de Toledo
Juliano de Toledo (em latim: Julianus Toletanus; em castelhano:  Julián) era filho de pais judeus, nasceu em Toleto, na Hispânia (moderna Toledo, na Espanha), mas foi criado cristão.. Bem educado na escola da catedral, tornou-se monge e depois abade em Agali e foi aluno de Eugênio II de Toledo, futuro arcebispo de Toledo. Foi o primeiro bispo a ter primazia sob toda a Península Ibérica – uma posição que, segundo acusações, teria conquistado sendo cúmplice, em 680, do suposto envenenamento do rei visigótico Vamba (Wamba). – e ajudou a centralizar a Igreja ibérica. Sua consagração à posição de primaz da igreja visigótica provocou grande descontentamento entre o clero do reino e suas visões sobre a doutrina da Trindade causaram desconforto em Roma.
Juliano presidiu diversos concílios e revisou o rito moçárabe. Escritor prolífico, entre suas obras estão "Prognósticos", um volume sobre a morte, uma história da guerra do rei Vamba contra o duque Paulo na Septimânia e outro sobre vida futura (687). Apesar de sua gentileza, Juliano encorajou os reis visigóticos da Hispânia a tratarem os judeus de forma dura. Um exemplo foi o décimo segundo Concílio de Toledo, presidido por ele, que induziu o rei Ervígio (Erwig) (que também estava envolvido na queda de Vamba) a passar diversas leis antissemitas. A pedido dele, em 686, Juliano escreveu "De Comprobatione Aetatis Sextae Contra Judaeos", uma obra que lida com as profecias messiânicas da Bíblia de uma forma cujo objetivo era converter judeus.
Morreu em Toleto em 690 de causas naturais. Passou a ser venerado como santo e sua festa litúrgica é celebrada em 8 de março.

## Notes
1. ↑  Collins, "Julian," 8.
2. ↑  Roger Collins considera a teoria como sendo "desnecessariamente maquiavélica"; veja Early Medieval Spain; Unity in Diversity, 400-1000, 2nd ed., New York: St. Martin's Press, 1995, pp. 77-78.